# Корнелия Друцу
Корнелия Друцу (на румънски: Cornelia Druţu) е румънска математичка, работеща в областта на геометричната теория на групите, топологията, както и ергодичната теория и приложението ѝ в теорията на числата.
Завършва Университет Париж-XI: Париж-юг и научен ръководител на докторската ѝ дисертация, защитена през 1996 г., е Пиер Пансу.  Работи като професор по математика в Оксфордския университет.

## Награди
През 2009 година, Друцу става една от четиримата носители на годишната награда „Уайтхед“ на Лондонското математическо общество за трудовете ѝ в областта на геометричната теория на групите.

## Публикации
- ArXiv.org //   Посетен на 24 май 2018.
- Cornelia Druţu. Papers //   Посетен на 24 май 2018.